# Paul Foley
Pour les articles homonymes, voir Foley.
Paul Foley, né vers 1645 et mort le 11 novembre 1699, est un homme d'affaires et homme politique anglais. De conviction whig, il défend les principes d'une monarchie constitutionnelle et parlementaire, ainsi qu'une gestion plus saine des finances du royaume et de l'administration publique. Sa carrière parlementaire se déroule essentiellement sur les bancs de l'opposition.

## Biographie
Il naît dans une famille presbytérienne aisée. Avec son frère Philip, il hérite de son père un fructueux réseau de fonderies et de forges de manufacture du fer, qu'il co-dirigera avec succès. Il étudie à Magdalen Hall à l'université d'Oxford, puis au Inner Temple de Londres. Appelé au barreau en 1669, il ne pratiquera toutefois jamais le métier d'avocat. Aux élections législatives de mars 1679, il est choisi comme candidat dans la circonscription de Hereford par le camp des opposants à la Cour (c'est-à-dire au gouvernement du roi Charles II). Il est élu, et sera continuellement réélu pour représenter cette ville au Parlement d'Angleterre jusqu'à sa mort, sauf au parlement qui siège de 1685 à 1687.
Député actif, il est de ceux qui tentent en vain de faire exclure le prince Jacques, catholique, de la succession au trône d'Angleterre, au nom de la sauvegarde de la foi protestante. Il critique par ailleurs « violemment » George Savile, marquis d'Halifax, l'une des figures du gouvernement, l'accusant notamment d'avoir conseillé au roi la dissolution de la Chambre des communes. Il appelle ouvertement les protestants à être prêts à se défendre par les armes contre les « papistes » (catholiques), et est soupçonné au début des années 1680 d'avoir pris part à une conspiration avortée qui visait à prendre le contrôle de la milice du Herefordshire. Il est emprisonné de manière préventive lors de la rébellion de Monmouth contre le nouveau roi Jacques II en 1685, et ne siège pas au parlement élu cette année là.
À l'issue de la « Glorieuse Révolution » de 1688 qui renverse le roi, il retrouve son siège de député. Il est membre de la commission parlementaire chargée de dresser la liste des mesures essentielles à prendre pour la sauvegarde de la religion protestante, de l'État de droit et des libertés publiques, puis est membre également de la commission qui rédige la Déclaration des droits. Au parlement de 1690 il devient l'une des principales figures des Country Whigs, faction dissidente du mouvement whig déçue par le gouvernement de Marie II et Guillaume III. Son manque d'éloquence inhibe toutefois une percée de sa carrière parlementaire. En avril 1690 il se prononce contre le souhait du gouvernement de suspendre le droit à l'habeas corpus. Il argue que la Chambre ne doit pas accorder trop de fonds aux monarques, afin que la Couronne ne puisse pas gouverner sans le contrôle du Parlement. Il est membre de la commission parlementaire qui prépare une proposition de loi pour la création d'une commission des comptes publics, puis est élu par ses pairs pour être membre de cette nouvelle commission. Le gouvernement voit cette commission et ses travaux d'un mauvais œil, et tente parfois de lui faire obstruction. Foley identifie, révèle et critique en effet ce qu'il considère comme des gaspillages d'argent public. En octobre 1691, alors que le gouvernement demande un budget accru pour poursuivre la guerre de la Ligue d’Augsbourg contre la France, il insiste sur l'excès de dépenses antérieures et sur les dettes de l'État.
En 1694 il critique Guillaume III pour avoir mis son veto à la proposition de loi visant à garantir au Parlement le droit de siéger tous les ans. Il accuse le roi, d'origine néerlandaise, de « ne pas comprendre notre Constitution ». Début 1695, il prend part aux investigations à l'encontre de la Compagnie anglaise des Indes orientales et de la cité de Londres, accusées d'avoir soudoyé des députés. Ces investigations démontrent que Sir John Trevor, le président de la Chambre des communes, a accepté de l'argent de la part des marchands de la cité de Londres, et aboutissent à la destitution de ce dernier. Paul Foley est alors nommé pour lui succéder. Si sa pensée politique se caractérise par des opinions tranchées, parfois surprenantes (il considère que tout commerce extérieur ne peut être que « ruineux ») et qu'il défend avec une ardeur qui peut être maladroite, sa très bonne connaissance du droit constitutionnel et surtout sa réputation d'homme intègre plaisent à ses pairs, qui l'élisent à la présidence de la Chambre. Il est un fervent partisan de « la liberté du sujet et du droit du Parlement à questionner et, si nécessaire, à s'opposer à la politique du roi ». Il est élu avec le soutien de l'opposition tory, le gouvernement whig lui demeurant hostile. Il rencontre alors le roi personnellement pour la première fois, et refuse à cette occasion l'offre traditionnelle que lui fait Guillaume de devenir membre du Conseil privé ; il tient publiquement à rester indépendant de la Couronne. Il est, par contre, réélu membre de la commission des comptes publics par les députés.
Il conserve son siège de député aux élections législatives de 1695, et est reconduit à la présidence de la Chambre. Malgré son antipathie personnelle envers le chancelier de l'Échiquier Charles Montagu, il exerce sa fonction de manière « constructive ». En 1696 il s'investit fortement dans la promotion de la proposition de création d'une banque foncière (en). Lorsque la proposition est discréditée, Foley le subit comme une « débâcle », car il paraît avoir « perdu la face au Parlement » ainsi qu'auprès du gouvernement et du roi. S'il est réélu député aux élections de 1698, il ne brigue pas une nouvelle fois la présidence de la Chambre. Il devient un député d'opposition « sans compromis » au gouvernement. Début 1699, sa santé se détériore ; il souffre de douleurs aux poumons. C'est toutefois de gangrène du pied qu'il meurt en novembre. Seuls deux de ses cinq enfants lui survivent : ses fils Thomas et Paul, qui siègent eux aussi à la Chambre des communes.